# Jean II. Le Meingre
Jean II. Le Meingre, někdy Le Maingre, přezdívaný Boucicaut (1364 Tours – 25. července 1421 Yorkshire), byl francouzský maršál. V současnosti je znám díky svým pamětem popisujícím začátek pozdního středověku a zejména bohatě ilustrované knize hodinek, kterou nechal zhotovit.

## Životopis

### Původ, návštěva u papeže v Avignonu
Jeho rodiči byli Jean I. Le Meingre, přezdívaný rovněž Boucicaut, francouzský maršál původem z Touraine, a Florie z Lignières.
V roce 1372 přicestoval osmiletý Jean do Avignonu, aby při setkání s papežem Řehořem XI. jménem svého otce nabídl klášteru řádu trinitářů v Arles ostatky svatého Rocha. Doprovázel ho Philippe de Mézières, maršálův druh. Papež přání podpořil a Jean se pak vydal se svým mentorem na pouť do Arles a Alyscamps.
Když povyrostl, byl přijat do doprovodu dauphina, budoucího Karla VI. a poté byl jmenován čestným komorníkem Karla V. Jeho život významně formovala stoletá válka mezi Anglií a Francií, která probíhala od roku 1337.

### První tažení
Počátkem roku 1378 král nařídil konfiskaci normanských lén svého bratrance Karla Navarrského, který proti němu plánoval spiknutí. Její uskutečnění přenechal vévodovi Ludvíku II. Bourbonskému, který toto tažení vedl od začátku dubna do konce července v doprovodu mladého Boucicauta. Téhož roku se 4. listopadu velmi pravděpodobně zúčastnil korunovace Karla VI. v Remeši.
Když se 19. července 1380 zhroutila leulinghemská jednání se, vylodil se v Calais Hugh Calveley a začal pustošit Artois a Champagne. Jako odvetu nařídil Karel VI. Jeanovi de Vienne překročit La Manche a přenést válku na anglické pobřeží a maršálovi Louisovi de Sancerre postupovat v Guyenne. Jean se k němu připojil a účastnil se obléhání Montguyonu.

### Vlámské tažení
V roce 1382 bojoval hrabě Ludvík II. Flanderský proti městu Gent a požádal o pomoc francouzského krále. Ten musel zasáhnout, když Philippe van Artevelde dvakrát odmítl přijmout francouzské vyslance. Výpravy se zúčastnil Jean II. a zúčastnil se bitvy u Pont de Comines, což mu později  vyneslo rytířský titul od Ludvíka II. Bourbonského.. Nazítří po předchozí bitvě se vyznamenal v bitvě u Roosebeke.
Tato intervence ve Flandrech vyvolala násilnou reakci Anglie a 17. května 1383 začalo bleskové tažení biskupa z Norwiche Henriho Despensera, který za necelé tři týdny vyrazil z Calais, aby se zmocnil měst Bergues, Bourbourg, Cassel, Dunkerk, De Moeren, Gravelines, Mesen, Nieuwpoort, Poperinge a Saint-Venant. Karel VI. přikázal shromáždit všechny dostupné síly království. Tato silní královská armáda se u Arrasu přeskupila, 1. září vstoupila do Flander, donutila biskupa, aby opustil Ypry, a znovu dobyla ztracená města kromě Calais. Tažení skončilo 17. září. Armáda byla rozpuštěna, pouze Olivier V. de Clisson, Boucicaut a několik vojáků zůstali ve zbrani, aby hlídali hranici.

### Další tažení a pouť do Svaté země
Jan II. opustil oblast na konci ledna 1384 a odejel, aby po boku Řádu německých rytířů bojoval s Litevci, kteří v té době byli stále pohany. Na jaře se však vrátil zpět do Francie a zúčastnil se půlročního tažení proti Angličanům do Poitou a Guyenne. Pod vedením Ludvíka II. Bourbonského se od 11. června podařilo dobýt několik měst včetně Verteuil, které obléhali měsíc.
V 1385 vpadl Jan z Gentu dvěma armádami do Kastilie, které se domáhal. Jedna byla anglická a druhá galicijská. Francouzská výprava se pod velením vévody Bourbonského vydala zachránit krále Jana I. Kastilského a červnu 1386 dorazila do Barcelony, v červenci 1386 do Burgosu. Zdá se, že boje byly vzácné, Angličané ustupovali do Portugalska, ostatní do Galicie.
Armáda se vrátila do Francie, ale využila příležitosti k útoku na anglické síly na jihozápadě. Boucicaut si získal obdiv svých přátel při dobytí Brassempouy. Dobyty byly také Ayenmal, Lescar a Montcuq. Toto tažení skončilo v září 1387.
Na začátku roku 1388 se Boucicaut se svým druhem ve zbrani Regnautem de Roye vydal do Benátek, poté odpluli do Cařihradu, kam dorazili v únoru. Získali záruku bezpečné cesty k návštěvě sultána Murada I. a pak pobývali v míru asi tři měsíce u jeho sousedů v Gallipoli. Poté se přes Bulharsko dostali k Dunaji, kde je přijal král Zikmund. Oba přátelé zůstali v této zemi tři měsíce, pak se rozdělili, Renaud se vydal na cestu do Pruska, Jean se vrátil do Benátek, odkud se vydal na pouť do Svaté země, kde se v lednu 1389 setkal s Philippem d'Artois. Poté, co ho na příkaz egyptského sultána v Damašku zatkli, přidal se Boucicaut k jeho doprovodu a následoval ho i do vězení v Káhiře, kde zůstali čtyři měsíce. Po propuštění znovu navštívili Svatou zemi a v říjnu byli zpět ve Francii.

### Rytířské klání v Saint Inglevert
Oba přátelé se setkali s Karlem VI. a doprovázeli ho na cestě po jeho jižních državách. Královský průvod navštívil Montpellier v září 1389, Toulouse 29. listopadu a vrátil se do Paříže 23. února 1390. Dobové svědectví, Sen o starém poutníkovi (Songe du vieil pelerin) z roku 1389, zmiňuje Boucicauta jako dvořana, který ví, jak využít přízně princů.
Téhož roku bylo s Angličany podepsáno příměří. Jean II, Regnaut de Roye a Jean de Sempy toho využili k uspořádání turnaje v Saint-Inglevert poblíž Calais. Po třicet dní, od 20. března do 20. dubna vzdorovali všem anglickým rytířům a panošům, kteří by s nimi chtěli bojovat. Tito tři přátelé se střídali a zlámali kopí se třiceti šesti soupeři z Anglie, Henegavska a Čech, aniž by byli shozeni s koně.

### Válka v Prusku a šílenství krále v lemanském lese

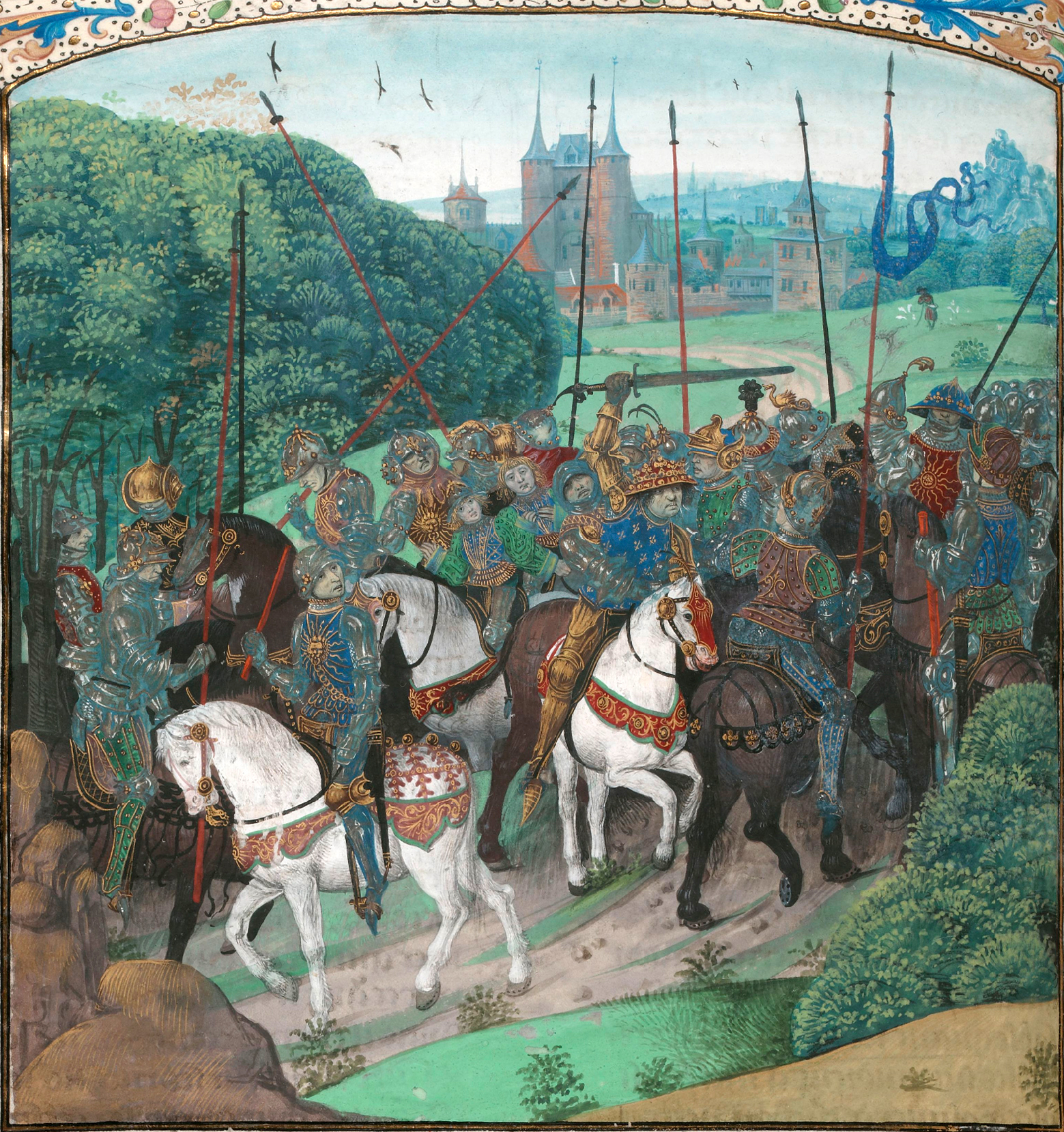
Karla VI. přepadlo šílenství nedaleko Le Mans, iluminace z 15. století zhotovená pro Letopisy Jeana Froissarta

Ludvík II. Bourbonský a Enguerrand de Coucy uspořádali křížovou výpravu proti Tunisu, ale král Boucicautovi účast zakázal. Aby se utěšil, odejel do Pruska a dal se do služeb Konrada von Wallenrode, který mu svěřil velení pevnosti Královec. Když se dozvěděl, že ho Karel VI. povýšil na maršála, opustil Prusko a přijel za ním do Tours, kde od něj na Vánoce 1391 v bazilice svatého Martina obdržel maršálskou hůl. Přitom mu ještě nebylo pětadvacet a jeho otec čekal na povýšení dvacet let.
Karel VI. vystrojil výpravu proti vévodovi z Bretaně, ale na cestě lesem u Le Mans krále 5. srpna 1392 přepadl záchvat šílenství. Boucicaut byl po jeho boku. „Od té doby byly všechny velké projekty opuštěny a království začaly narušovat nejrůznější nepořádky.“

### Manželství s Antoinettou de Turenne

Levé pole (Boucicaut) stříbrné s červeným orlem a modrou zbrojí, pravé pole zlaté se šesti červenými břevny (Turenne)

Louis de Bourbon přijel do Avignonu v polovině května 1393, protože se snažil ukončit válku, kterou vedl Raymond de Turenne proti Klementovi VII., Marii de Blois a jejímu synovi Ludvíkovi Neapolskému. Rozhovory probíhaly 11. června na hradě Boulbon, který patřil Boucicautovi. Právě tam se vikomt z Turenne dozvěděl, že mu královská rada navrhne, aby se jeho dcera vdala za maršála. Raymond de Turenne souhlasil, aby „potěšil krále našeho pána a naše pány vévody a pro dobro a čest osoby zmíněného monseigneura maršála.“
Antoinette de Turenne, jediná dědička vikomství, se měla původně provdat za Charlese du Maine, bratra Louise II. z Anjou, ale královská rada rozhodla jinak a Jean de Pertuis a Jean Blondel byli vysláni jako velvyslanci ke Klementovi VII. v Avignonu a k Raymondovi de Turenne. Při audienci u vzdoropapeže oba zmocněnci trvali na výhodách svazku Antoinetty s maršálem, věrným služebníkem královské politiky. Tento sňatek byl zárukou ukončení konfliktů mezi vikomtem z Turenne, papežem (vzdoropapežem), církví, Marií de Blois, hraběnkou z Provence a jejím synem Louisem II. z Anjou.
Jean Blondel požádal admirála Jeana de Vienne, aby zahájil obléhání Baux, což provedl. Vzdoropapež se zdráhal Boucicauta oženit, a aby tomu zabránil, nejprve mu odmítl potvrdit bezpečný průjezd, pak nařídil příměří na několik dní a nakonec udělil povolení ke sňatku. Boucicaut přijel do pevnosti Les Baux 21. prosince. V jeho doprovodu byli komorník Karla VI Hélion de Neillac, Edouard de Beaujeu a burbonský maršál Blain Loup. Avignonský pontifik však neodzbrojil, protože Boucicauta považoval za důležitou oporu Raymonda de Turenne a hrad Boulbon za nepřátelskou pevnost, a o vánočním týdnu 1393 nechal napadnout, zajmout a mučit dva Boucicautovy zbrojnoše Pierra Vyena a Jaumeta Martina, kteří vezli s dopisy z Boulbonu do Les Baux, kde maršál pobýval.
24. prosince 1393 oddal vikář zámecké kaple Les Baux Bernard Trévenq Boucicauta a tehdy asi 17letou Antoinettu za přítomnosti Raymonda de Turenne. Manželskou smlouvou získal maršál hrabství Alès, baronství Anduze, léna Portes-Bertrand a Saint-Étienne-de-Valfrancesque. Na oplátku potvrdil, že je připraven podpořit svého tchána ve sporu proti vzdoropapeži a druhé větvi rodu Anjou, a dokonce v případě potřeby mu postoupit svůj hrad Boulbon. Navíc slíbil, že jeho mužští dědicové budou mít dělený erb tvořený jeho vlastním a Turenneovým.

### Rodinné problémy
Po svatbě Raymond de Turenne opoustil Les Baux. Maršál usadil svou manželku v Boulbonu a doprovodil svého tchána do Villeneuve-lès-Avignon, pak jeli do Viviers a následně do Baix, kde sídlila Alix la Major, vdova po hraběti z Valentinois a vikomtova teta. Tam během posledních tří týdnů v lednu 1394 Boucicaut ujistil svého tchána, že je připraven ho podpořit v jeho sporech s Marií de Blois a intervenovat u parlamentu ve prospěch vdovy hraběnky z Valentinois, která byla předtím okradena o svá léna jejím synovcem. Ale maršálovy sliby zůstaly neuskutečněny, a co je horší, zuřivý vikomt obvinil svého zetě z podvodu, neloajálnosti a keců, protože se začátkem března 1394 zmocnil jeho pevnosti Pontgibaud v Auvergne. Raymond de Turenne totiž obdržel dopis od jejího velitele, který ho informoval, že po zuby ozbrojení Boucicautovi muži přišli požadovat jeho hrad tím, že mu pohrozili oběšením, pokud se nevzdá. Vikomt si pak uvědomil, že byl podveden a že uzavřenou dohodu maršál nikdy nepovažoval za skutečný závazek.

### Bitva u Nikopole a obrana Cařihradu

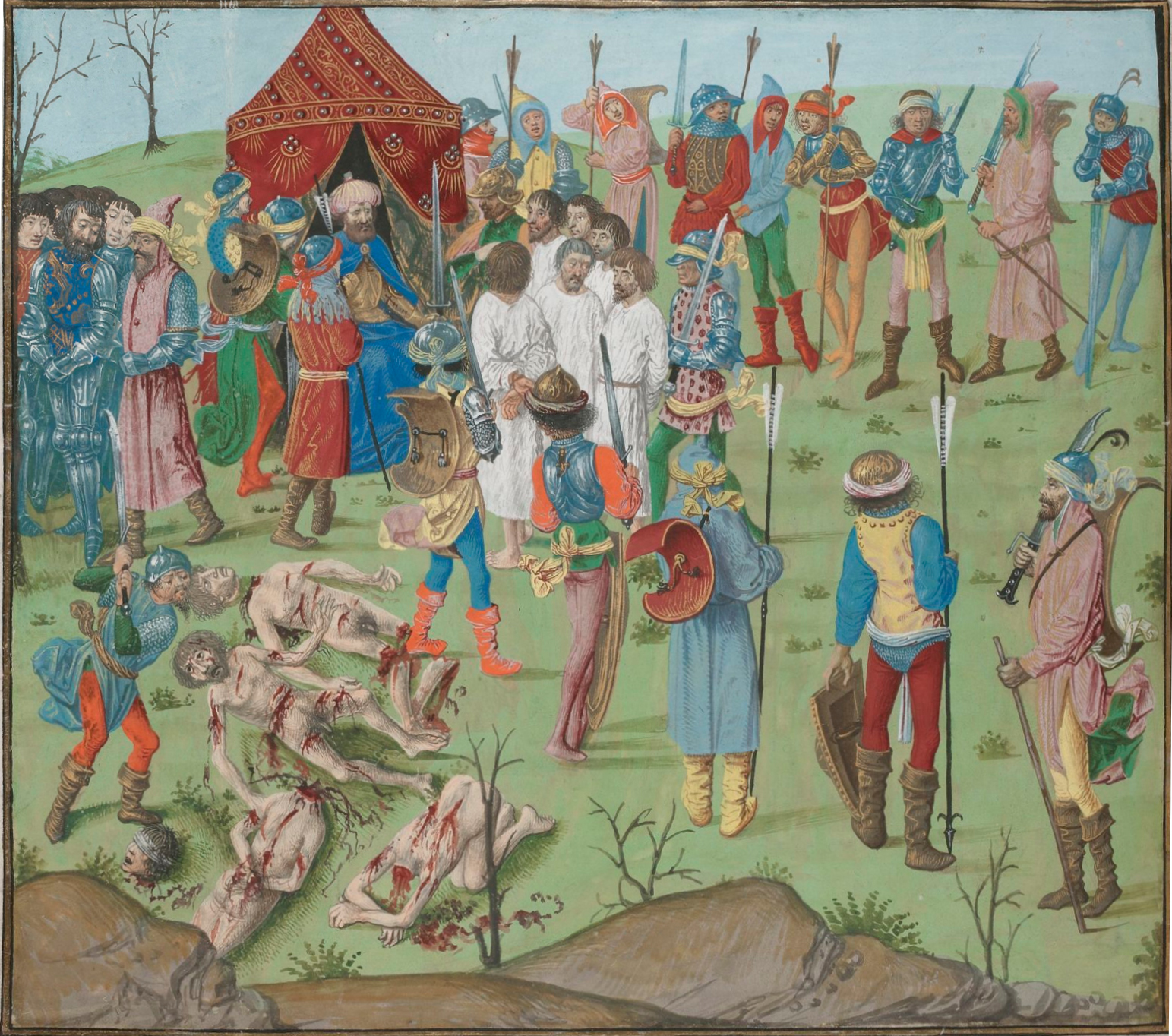
Masakr zajatců po bitvě u Nikopole

Po nějaké době byla vyhlášena křížová výprava, která měla zachránit uherské království a Cařihrad ohrožené Turky. Soustředění křižáckých vojsk proběhlo v Dijonu, odjezd byl určen na 20. dubna 1396. V této armádě, které velel Jan, hrabě z Nevers a budoucí vévoda burgundský, se nacházeli vévoda Jean I. Bourbonský, admirál Jean de Vienne, Gui de La Trémoïlle, Enguerrand de Coucy, Boucicaut a jeho bratr Geoffroy. Posílili je špitálníci Philiberta de Naillaca, velmistra řádu svatého Jana Jeruzalémského. Zamířili k Nikopoli, kde se 25. nebo 28. září střetli s Bájezídovou armádou. Křesťané byli rozdrceni. Pouze Zikmundovi se podařilo uniknout na benátské lodi; Admirál Jean de Vienne padl, Jan I. Burgundský, který si na bitevním poli vysloužil přezdívku Nebojácný, byl zajat a intervenoval u Bájezída, aby zachránil životy jediných přeživších čtyřiadvaceti zajatců, mezi nimi obou bratrů Boucicautových. Ostatní zajatci byli pobiti. Maršál byl brzy propuštěn, aby uvědomil rodiny vězňů o výkupném – dohromady 150 000 liber v hotovosti.
Sotva se Boucicaut vrátil domů, kde si potřeboval odpočinout, byl poslán do Guyenne, aby potlačil vzpouru hraběte z Périgordu. Maršál ho porazil, zmocnil se jeho hradů a přivedl zpět ke králi.
Krátce poté císař Manuel II. znovu požádal křesťany o pomoc. Karel VI. pověřil Jeana záchranou Řeků a poskytl mu 1 200 mužů. Admirál přistál v Cařihradu v létě 1399 a uskutečnil hrdinské činy tím, že podnikal výpady na východní břeh Bosporu.
Po návratu do Francie založil Boucicaut se svolením krále Řád bílé paní se zeleným štítem. Řádoví rytíře se zavázali s pomocí Boha a Panny Marie bránit svojí mocí po dobu pěti let právo všech vznešených dam, které o to požádaly. Po smrti svého zakladatele řád zanikl.

### Guvernér Janova

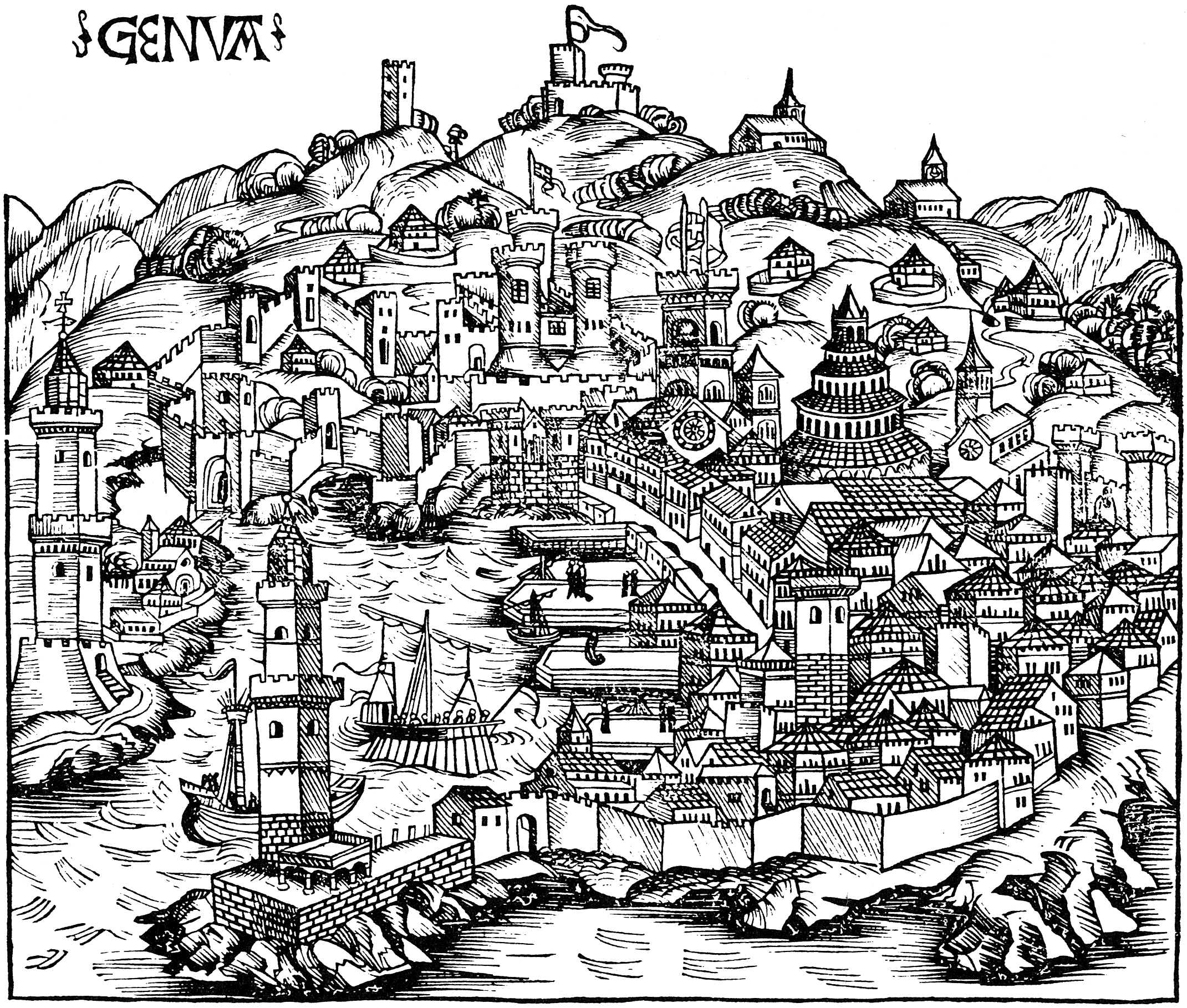
Pohled na Janov v 15. století

Ve snaze ukončit anarchii vzniklou v důsledku konfliktů mezi velkými rodinami republiky nabídl dóže Antonio Adorno Janov Karlovi VI. Přestože bylo francouzské království velmi neklidné a rozdělené na mnoho frakcí, byla nabídka přijata a francouzská vojska 16. března 1396 obsadila Savonu a 27. listopadu 1396 Janov. V roce 1401 byl Boucicaut jmenován guvernérem těchto dvou měst. Ve správě měst se choval tvrdě, ovšem čestní lidé jeho politiku schvalovali.
V roce 1403 se Boucicaut nalodil s armádou, aby zachránil Famagustu, janovský majetek ohrožovaný kyperským králem Janusem. S diplomatickou podporou rhodských rytířů ho donutil se vzdát a své přítomnosti v oněch vodách také využil k tažení proti Saracénům, když s větším či menším úspěchem útočil na Latákii, Tripolis, Sidón a Bejrút.
Na zpáteční cestě do Itálie byla jeho flotila mezi ostrovem Sapientza a Modon napadena benátskou flotilou, která trvale konkurovala obchodníkům z Janova. Mezi oběma městy vypukla otevřená válka. Jako všude v té době byl politický život v Itálii mimořádně komplikovaný a Jean byl povolán, aby zasáhl do záležitostí milánského vévodství. Zatímco byl v Miláně, v Janově vypukla v roce 1409 revoluce, francouzská posádka byla zaskočena a zmasakrována. Maršál, který nedokázal vzpouru potlačit, se vrátil do Francie.

### Vikomt z Turenne
Až do roku 1413 neexistují o Boucicauotovi žádné informace; tehdy se po smrti svého otce stala Antoinetta vikomtesou z Turenne. 12. března byl Boucicaut s ní na hradě Castelnau-Bretenoux ve vikomství Turenne. 4. dubna 1413 byl Boucicaut titulován vikomtem z Turenne. 3. června udělili konzulové z Brive plnou moc právníkovi Pierru Régisovi a notáři Pierru Raynalovi mladšímu, aby „se dohodli na rozdílech s mocným pánem Boucicautem, maršálem Francie, a paní Antoinettou, vikomtesou z Turenne.“

### Bitva u Azincourtu

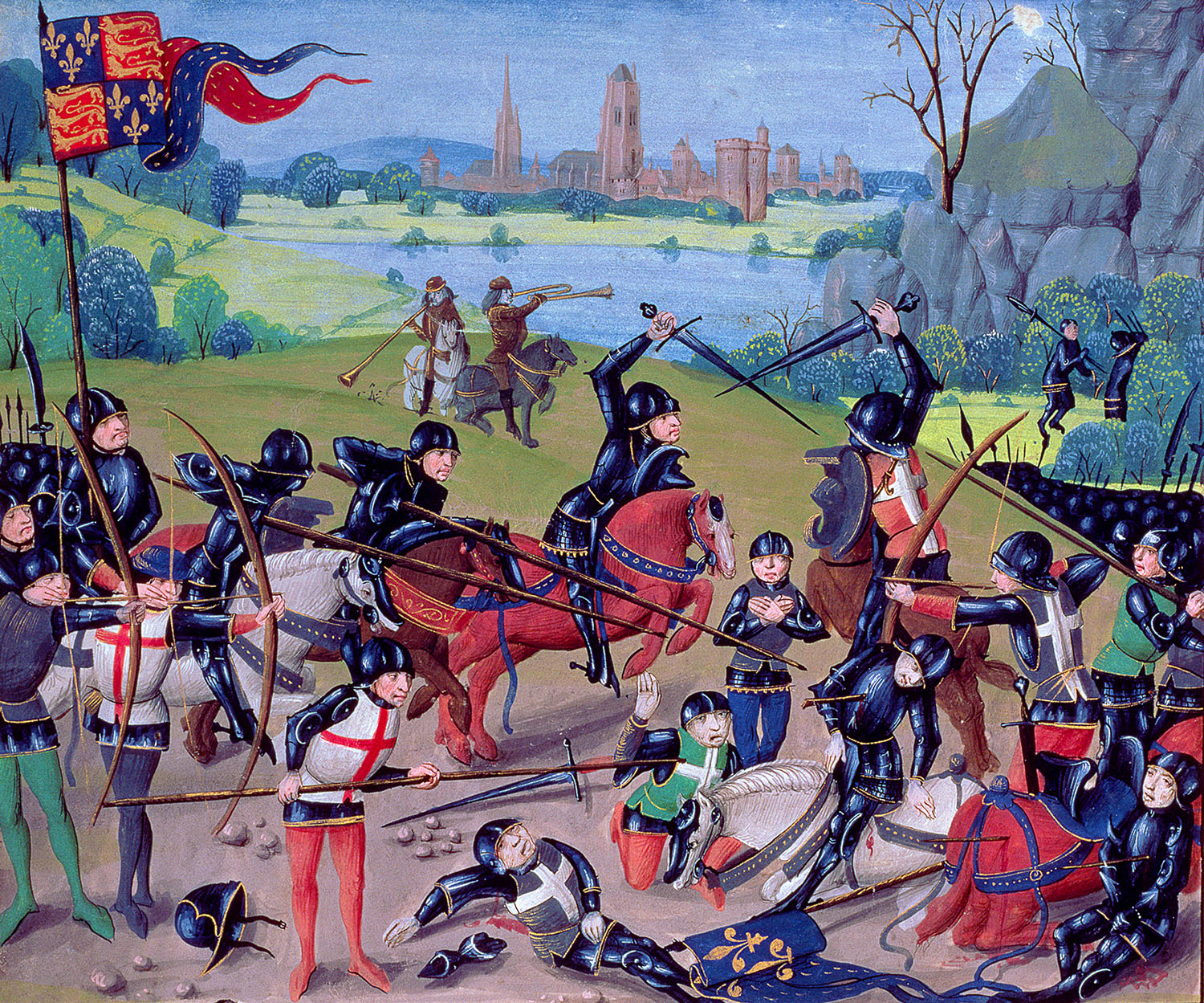
Bitva u Azincourtu

V roce 1415 se anglický král Jindřich V. vylodil s armádou na pobřeží u Harfleur, dobyl několik měst a vstoupil do Pikardie. 25. října se odehrála bitva u Azincourtu. V čele francouzských jednotek stáli Jean I. z Alençonu, konstábl Karel I. z Albretu, vévoda Karel I. Orleánský a maršál Boucicaut, který nebyl střetnutí nakloněn. V bitvě byla jejich armáda na hlavu poražena. Mezi mrtvými zůstal hrabě z Alençonu, konstábl z Albretu, Eduard III. z Baru. Zajatci, kteří se běžně vykupovali, byli pobiti. Pouze někteří jedinci si zachránili život, jako Karel Orleánský a maršál Boucicaut. Byli převezeni přes kanál.
Le Meingre zemřel v zajetí v roce 1421. Jeho ostatky byly přivezeny zpět do Francie a pohřbeny v jeho rodinné kapli v bazilice sv. Martina v Tours. Epitaf mu dává titul velkého konstábla císaře a konstantinopolské říše. Antoinette de Turenne byla později pohřbena vedle svého manžela.

## Dílo

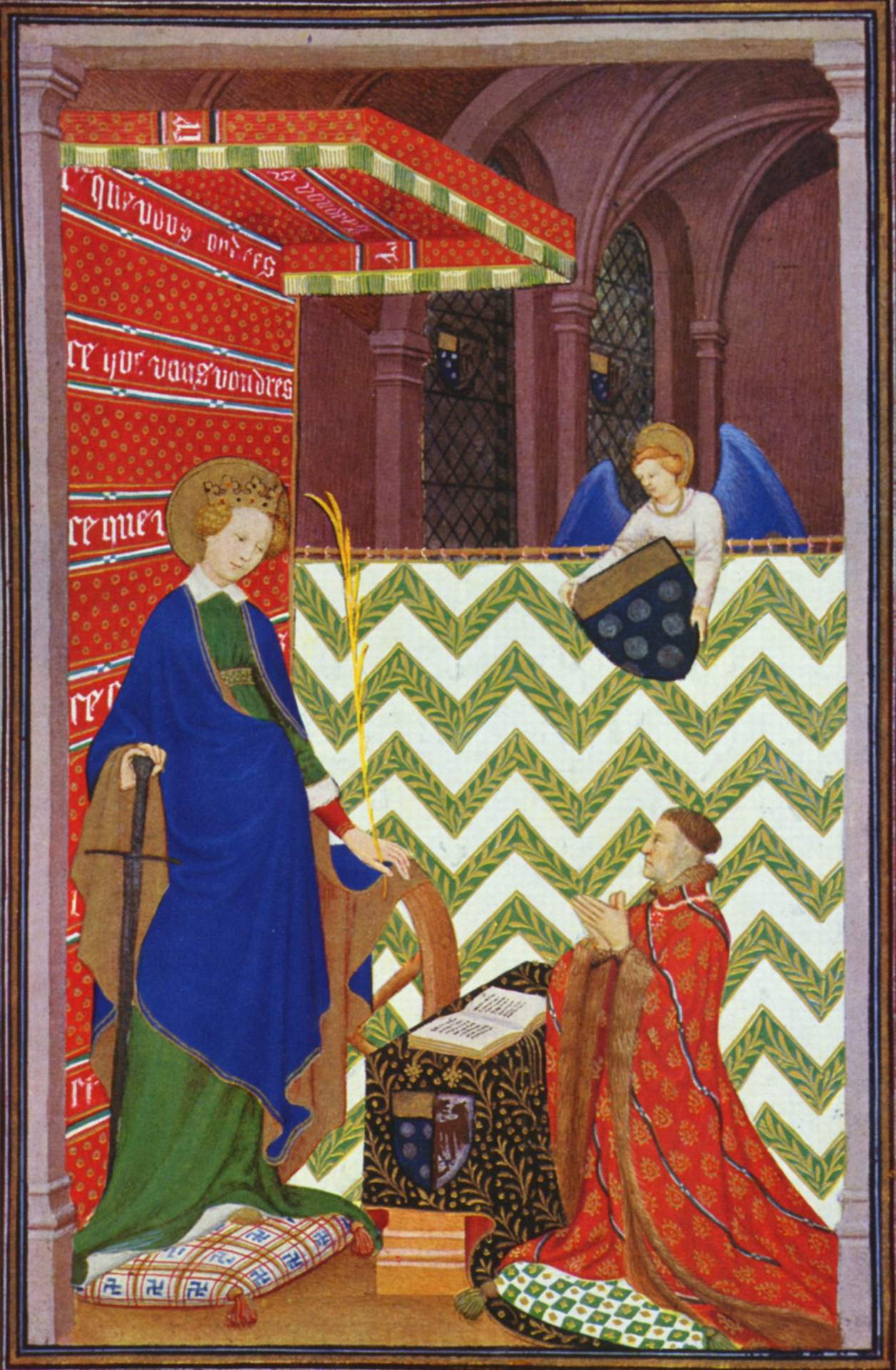
Boucicaut klečící před svatou Kateřinou (Hodinky maršála Boucicauta)

### Kniha faktů
Dochovaly se jeho paměti, známé jako Kniha faktů o dobrém pánu Jeanu le Maingre, známém jako Bouciqaut, maršálu Francie a guvernéru Janova (starofrancouzsky Le Livre des fais du bon messire Jehan le Maingre, dit Bouciquaut, mareschal de France et gouverneur de Jennes). Byla sepsána jím anebo pod jeho dozorem.[zdroj?] Kniha je vydávána do současnosti.
Paměti jsou zdrojem informací pro začátek pozdního středověku.
- Způsob života

V šatech a oblečení není maršál ani roztomilý, ani přestrojený, ačkoli jeho vybavení je čisté a upravené.
Pokud jde o jídlo, vězte, že zvyk tohoto Boucicauta je takový, že u stolu nikdy nejí jen jedno maso, to první, co mu přijde pod ruku. Nikdy si nelibuje v podivných masech, omáčkách nebo různých příchutích.
Pokud jde o víno, pije ho jen se čtvrtinou vody a nikdy ho nepije mimo oběd nebo večeři. Pije při jídle, velmi střídmě a střízlivě.
A přestože jeho lid je obsluhován ve zlaceném stříbře a on má dost nádobí, nikdy nechce stolovat na něčem zlatém nebo stříbrném; nejraději na cínu, skle nebo dřevě.
Maršál má páteční den ve velké úctě. Nejí tam nic masitého a na počest umučení našeho Pána se obléká pouze do černého. V sobotu se postí podle správného zvyku, stejně jako ve všechny dny přikázané církví. A za nic by to neporušil.
- Oddanost

Maršál mluví málo. A když ze své iniciativy už začne mluvit, je to vždy o Bohu nebo svatých, o ctnosti nebo o dobru, které nikdo neudělal, o udatnosti a rytířství, o nějakém dobrém příkladu nebo o všech jiných krásných věcech.
Vězte, že ho velmi těší, když slyší krásné knihy o Bohu a svatých, fakta ze starých Římanů a starověké příběhy.
Miluje Boha a bojí se ho zvláště proto, že je velmi zbožný. Každý den odříkává své hodinky, modlitby a utrpení svatých. A ať má jakoukoli potřebu nebo spěch, každé ráno na kolenou vyslechne dvě mše. Nikdo by se také neodvážil s ním mluvit, když je na mších a když pronáší svou bohoslužbu nebo se modlí k Bohu.
Navíc nikdy nepřísahá na našeho Pánu ani na smrt, ani na tělo, ani na krev, ani nečiní žádnou jinou odpornou přísahu. Ve svém okolí netoleruje žádné nadávky ani zapírání a reptání svých lidí, jak to mnozí dělají. Staly by se jim špatné věci, kdyby se to dozvěděl, a není nic takového, co by nepotrestal.
- Úcta k náboženství

Maršál rád pomáhá klášterům a kostelům a opravuje kaple a modlitebny. S radostí dává dary chudým kněžím, chudým řeholníkům a všem, kdo jsou ve službách Božích. A a vůbec neodmítá ty, kdo ho prosí o almužnu z lásky k Bohu.
Když maršál cestuje kamkoli ve zbrani, pod trestem smrti výslovně zakazuje, aby se nikdo neopovážil zatížit kostel, ani klášter, ani kněze, ani řeholníky, a to ani v zemi nepřátel.
Kromě toho se Boucicaut velmi ochotně vydává na pouť do zbožných míst, vždy pěšky, s velkou oddaností a s velkým potěšením navštěvuje svatá místa a dobré lidi, kteří slouží Bohu.
Boucicaut je velmi nápomocný a skvělý utěšitel. Vroucně miluje všechny lidi, o nichž ví, že vedou dobrý a svatý život a kteří oddaně slouží našemu Pánu. Rád je navštěvuje a potkává, jak praví obecné přísloví: Každý miluje své bližní.
Navíc nelže a co maršál slíbí, to dodrží. Nesnáší lži a lichotníky, které odhání. Také nesnáší hazardní hry a nikdy nehraje.

### Hodinky maršála Boucicauta

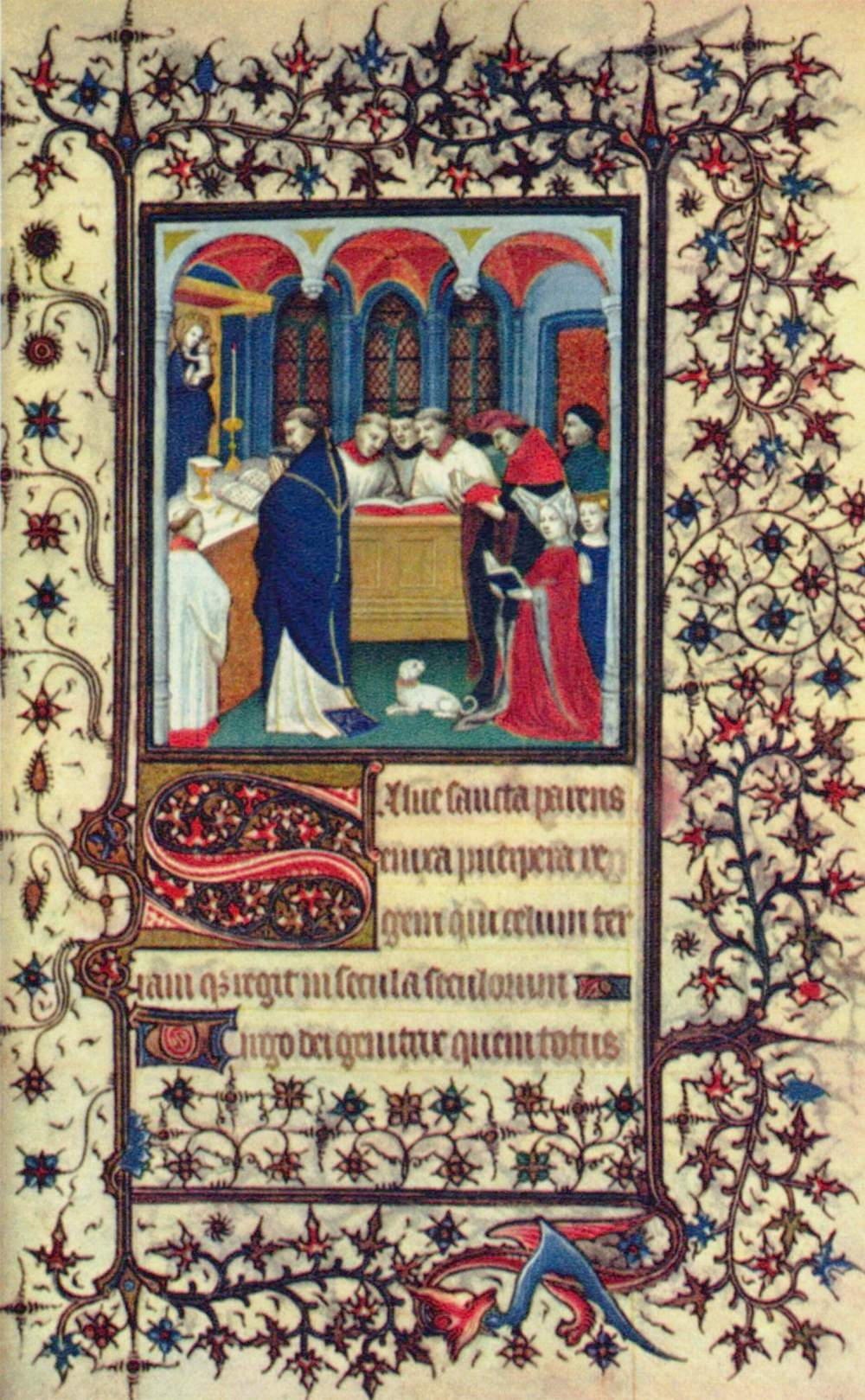
Iluminace z hodinek maršála Boucicauta, Muzeum Jacquemart-André

Hodinky maršála Boucicauta je iluminovaný rukopis, který tvoří dvě stě čtyřicet devět listů pergamenu včetně čtyřiceti čtyř velkých miniatur namalovaných Mistrem Boucicautu. Jsou součástí sbírek muzea Jacquemart-André v Paříži. Rukopis je opakovaně vydáván.
Po bezdětném páru zdědil rukopis maršálův bratr Geoffroy Le Meingre, guvernér Dauphiné v letech 1399 – 1407. Poté, co mu v roce 1407 zemřela manželka Constance de Saluces, se v roce 1421 oženil s Isabelle de Poitiers-Valentinois. Jejich syn Jean III. Le Meingre nechal do rukopisu přidat čtyři listy se svým portrétem a přidáním erbu rodu Poitiers-Valentinois upravit jeho desky, které byly původně ozdobeny erby a hesly maršála a jeho manželky. To se stalo poté, co v roce 1485 jeho bratranec Aymar de Poitiers-Valentinois souhlasil s přidáním jejich rodného erbu do nově upraveného erbu rodu Le Meingre.

### Apokryfní básně
Jeanu Boucicautovi byla připisována Kniha sta balad. Podle současných analýz je jejím autorem Jean de Werchin a nevylučuje se účast Philippa d'Artois a Jeana de Cresèquese.